# Marmite (marque)
Pour les articles homonymes, voir Marmite.
Créée en 1902,  Marmite est une marque commerciale détenue par le groupe britannico-néerlandais Unilever. Commercialement, elle sert à identifier une pâte à tartiner industrielle à base d'extrait de levure (à base de levure de bière, riche en vitamine B1). C'est également une source d'acide folique.
Elle est connue pour avoir une saveur assez prononcée, ce qu'Unilever exploite par le biais de campagnes publicitaires du type « J'adore/je déteste » (Love it, hate it). « Je déteste » (en français dans le texte) est d'ailleurs l'un des slogans de T-shirts publicitaires Marmite.
Ce produit alimentaire peut se consommer sur des tranches de pain grillé ou servir de base à des sandwiches. Il est également ajouté à de l'eau bouillante pour en faire une boisson chaude et pour parfumer les soupes (comme du Bovril dans les pays anglo-saxons ou le Viandox en France).
Il existe plusieurs produits semblables, la plupart dans les pays du Commonwealth des anciennes colonies britanniques, comme les marques Vegemite ou Promite (en) en Australie ou encore Marmite (en) produit par Sanitarium Health Food Company (en) en Nouvelle-Zélande. Un produit plus ou moins semblable est commercialisé sous la marque Cenovis en Suisse.
Cette marque a été soumise à autorisation de commercialisation en 2011 au Danemark en raison de sa forte teneur en vitamine B1.

## Produits semblables
On trouve des produits semblables, comme :
- Cenovis (en Suisse) ;
- Marmite (en), produit par Sanitarium Health and Wellbeing Company (en) (en Nouvelle-Zélande) ;
- Vegemite (en Australie), élaborée par Cyril Callister ;
- Promite (en) (en Australie)[3] ;
- Vitam-R (en Allemagne).